# 카자크

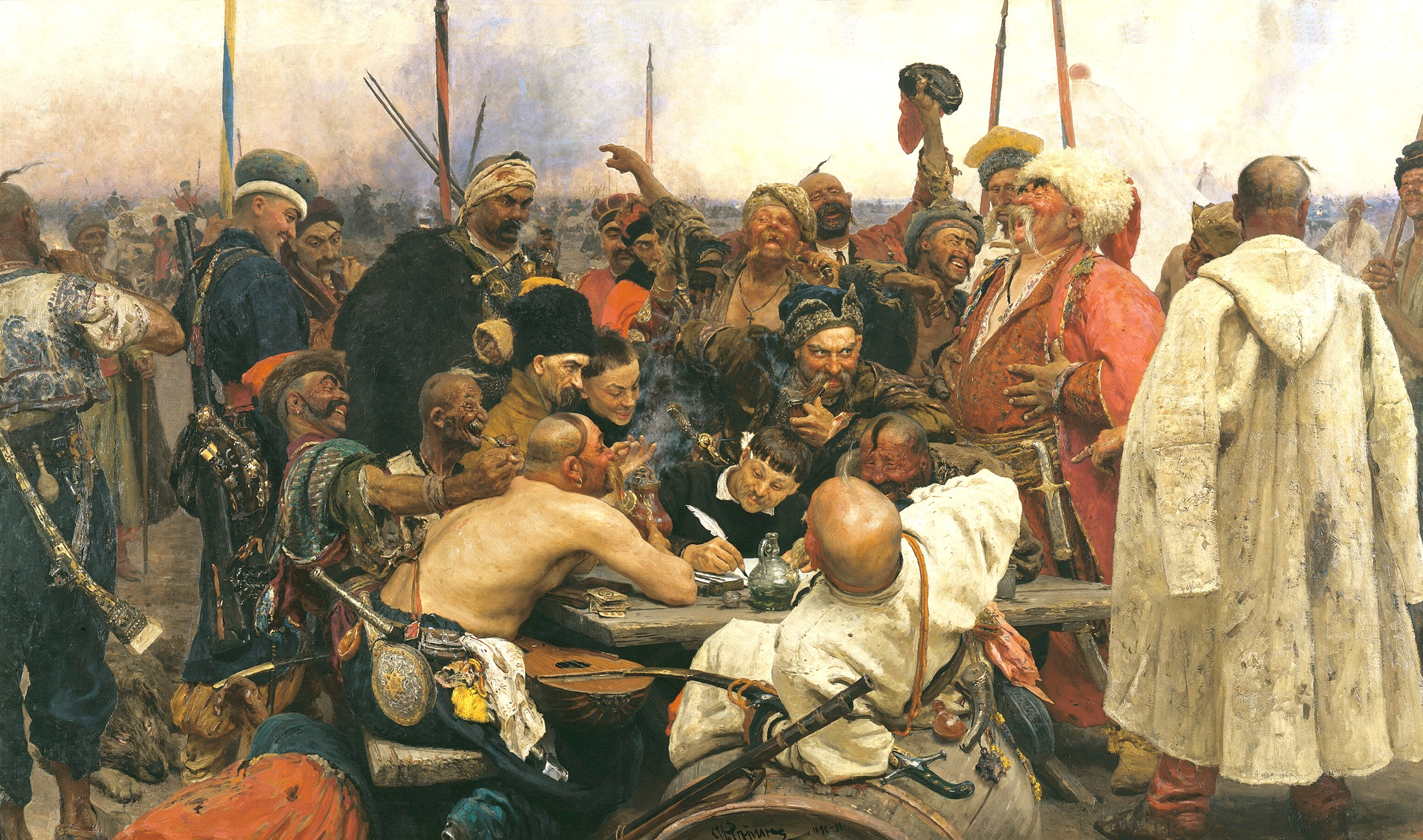

카자크(우크라이나어: козаки́ 코자키[*]; 러시아어: каза́ки 카자키[*]; 폴란드어: Kozacy 코자치[*]) 또는 코사크(영어: Cossacks)는 오늘날의 우크라이나 일대와 러시아 서남부 지역에서 준군사적인 자치 공동체를 이루며 살았던 동슬라브어를 사용하는 민족집단이다. 드니프로강 하류, 돈강, 테레크강, 우랄강 유역 일대에 드문드문 흩어져 살면서 러시아와 우크라이나의 정치사 및 문화사에 중요한 역할을 했다.
카자크의 기원은 불확실하지만, 14세기에서 15세기 사이 드니프로강의 자포로자 코자크와 돈강의 돈 카자크가 발생한 것을 대개 그 시작으로 잡는다. 자포리자 카자크는 폴란드-리투아니아의 봉신이었다. 폴란드-리투아니아로부터의 압력이 증가하면서 17세기 중반 보흐단 흐멜니츠키가 흐멜니츠키 봉기라고 부르는 무장 반란을 일으켜 독립을 선언하고 카자크 수장국을 수립했다. 그 뒤 페레야슬라프 조약(1654년)으로 카자크 수장국은 러시아의 세력권에 편입되었다. 한편 돈 카자크는 16세기에 정립되었으며 러시아 차르국과 동맹을 맺고 러시아의 시베리아 정복에 협조했다.

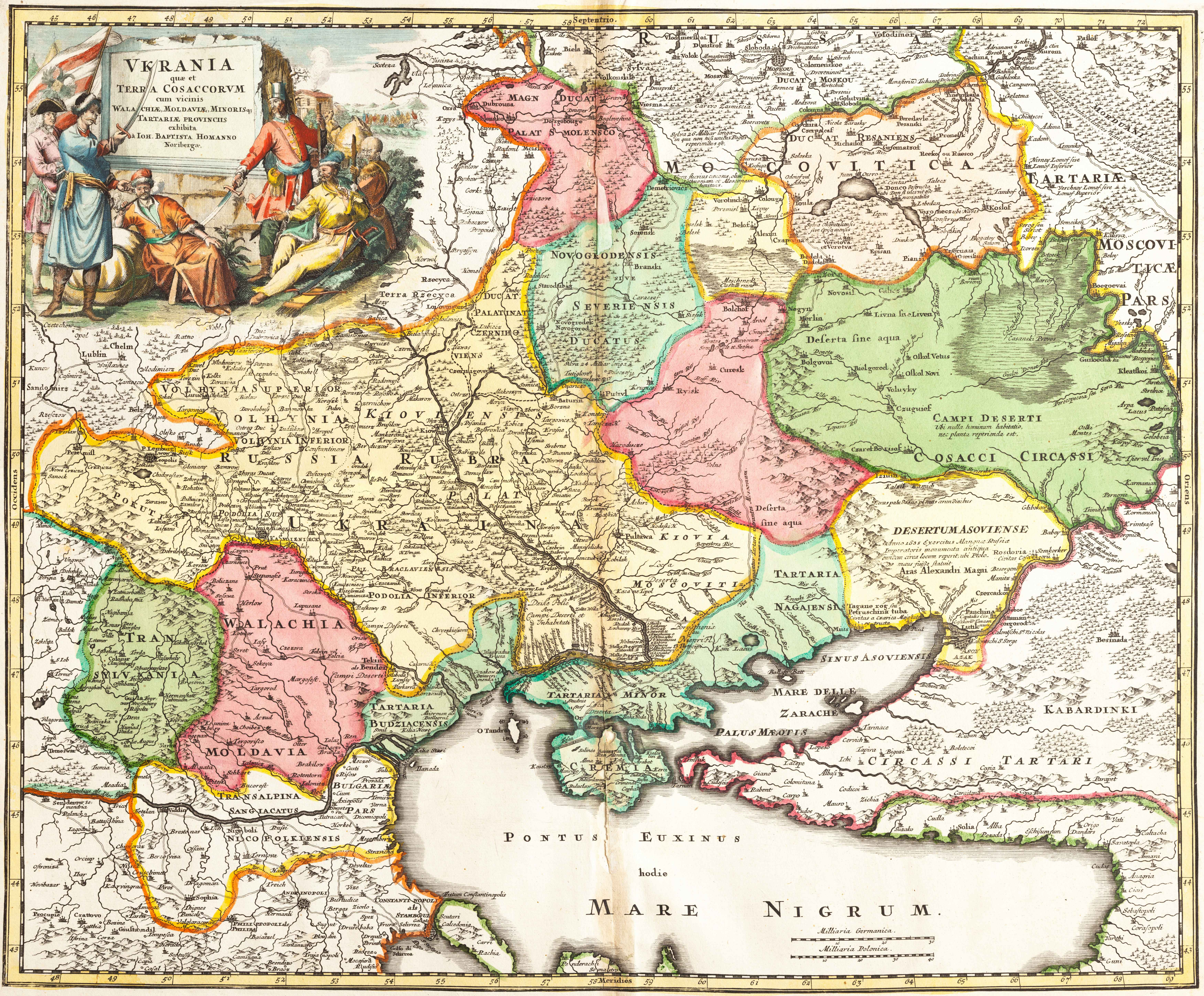
1720년 우크라이나 지도.

18세기가 되면 러시아 제국의 카자크들은 국경지대인 우크라이나에서 완충지대의 역할을 했다. 러시아 제정은 우크라이나코자크의 자유와 자치, 독립에 간섭하면서 그들을 길들이려 했다. 이에 코자크들은 스텐카 라진, 콘드라티 불라빈, 이반 마제파, 예멜리얀 푸가초프 등을 지도자로 하여 여러 차례 반제정 반란을 일으켰고 일부는 내전 수준으로 비화했다. 러시아 제국은 처형과 고문을 동원하며 이를 모두 무자비하게 진압했다. 1707년-1708년의 불라빈의 난 진압 이후 돈 카자크의 서쪽 자치구가 철폐되었고, 1708년 마제파의 난 진압 이후 바투린의 코자크가 철폐되었다. 1775년 푸가초프의 난이 진압된 뒤에는 드니프로강 하류 자포로자 코자크가 공식적으로 해산당했다.
18세기 말엽이 되면 카자크 민족은 러시아 제국의 신분제도에서 소슬로비예라는 특수 군사신분을 이루었다. 이는 중세 서유럽의 기사제도와 유사한 것으로서, 카자크들은 군마와 병기 및 보급품을 각자 조달해야 했고 러시아 정부에서는 총기만 보급해 주었다. 민족 자체가 준군사 문화에 의해 규정되었던 만큼 카자크는 18세기-20세기 러시아 제국의 전쟁들(대북방 전쟁, 7년 전쟁, 크림 전쟁, 나폴레옹 전쟁, 코카서스 전쟁, 러시아-페르시아 전쟁, 러시아-튀르크 전쟁, 제1차 세계 대전 등)에 동원되었다. 19세기 말에서 20세기 초 차르주의 정권은 카자크를 폴란드인과 유대인에 대한 포그롬을 수행하게 하는 등 공포정치에 이용했다. 또 국경지대 방어와 제국 내부의 소수민족들 간의 경계 방어에도 카자크가 사용되었다.
제정이 러시아 혁명으로 망한 뒤, 돈 카자크와 쿠반 카자크가 최초로 볼셰비키에 대해 전쟁을 전포함으로써 내전이 시작되었다. 1918년이 되면 카자크/코자크들은 완전히 독립적인 상태가 되어 우크라이나국, 돈 공화국, 쿠반 인민공화국 등 자기들의 국민국가를 세웠다. 카자크 병력과 카자크 국가들은 반볼셰비키 백군의 주축을 이루었다. 내전이 볼셰비키의 승리로 끝나면서 과거 카자크들이 살던 지역에서는 카자크 말살정책이 실시되었다.
2010년 러시아 연방의 인구조사에서는 카자크가 별개의 민족으로 취급되고 있다.

## 개요

18세기 지도(자포리자 코사크 는 노란색으로 표시됨)

15세기 말 우크라이나의 중앙 지역을 가로지르는 드니프로강을 중심으로 한 자포리자 지역에서 자포로자 코자크가 처음으로 결성되었다. 16세기에는 돈 강 유역을 중심으로 돈 카자크가 결성되었다.
자포리자 카자크는 애초에 폴란드-리투아니아 연방의 봉신으로서 출발하였다. 초대 헤트만이었던 보흐단 흐멜니츠키가 반란을 일으켜 잠시 동안 헤트만국라는 이름으로 독립하기도 하였으나 얼마 지나지 않아 진압당하였다. 1654년 페레야슬라프 조약으로 우크라이나의 대부분 지역이 러시아의 지배를 받게 되면서 카자크는 러시아의 통치를 받았다.

## 카자크의 역사
카자크의 기원
현재 카자크의 출현에 관한 다양한 학설이 존재하고 있다. 역사학자인 샴바로바(В. Шамбарова)와 구미료바(Л. Гумилёва) 박사의 견해에 따르면, 카자크 인들은 확실히 몽골-타타르 군대의 침입 후에 크라스노(Касог)와 브로드닉(Бродник)의 통합에 의해 형성되었다. 카소그인들은 옛날 카프카즈의 민족으로 10~14세기에 쿠반강 하류 지역으로 이주하였었다. 브로드닉들은 튀르크-슬라브 민족 출신으로, 12세기에 돈강 하류에 부락을 이루면서 살았다.(그 당시 이들은 키예프 루시와 국경을 맞대고 있었다.) 몽골인들에 의한 정복 후에 카소그 인들은 북쪽으로 피난을 가게되고, 돈강 유역의 브로드닉 민족과 융합되었고, 자신들의 이름을 계승하여 카자크(казак)라 불렀다. 그리고 그때 브로드닉들은 몽골 측에 투항하여 칼카강(Калка)에서의 전투에서 루스군을 격퇴하였다.

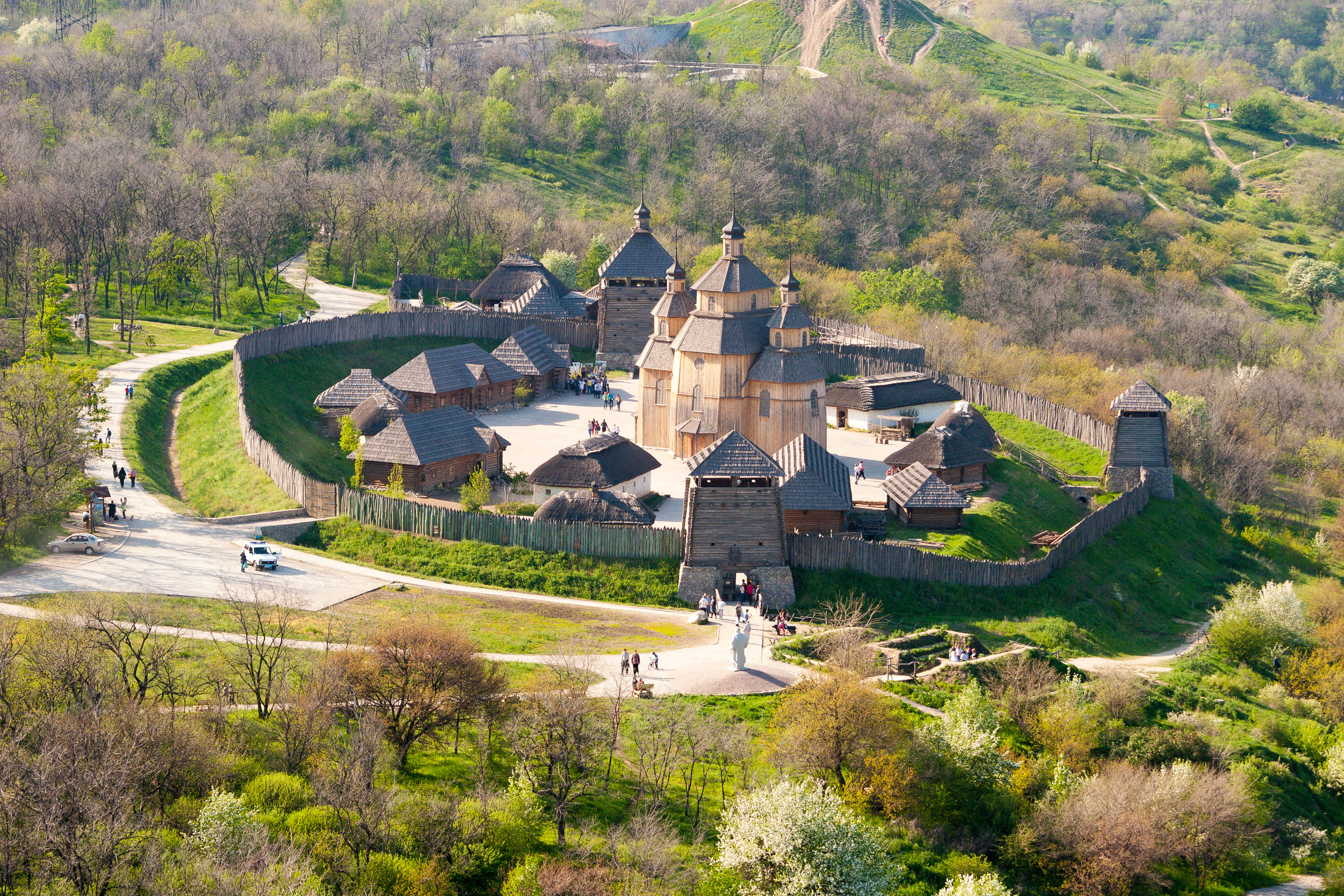
코사크 요새 재건 (시치)

그리하여 카자크인의 최초의 조직이 정비되었고, 타타르인들에 의한 복속이 시작되었다. 하지만 몽골군은 피정복민인 카자크인들이 그들 자신의 종교를 보존할 수 있도록 하였고, 또한 몽골군 중에는 카자크 군에 투항한 사람도 있었다. 그리고 카자크인들에게 자신들의 정체성을 보존할 수 있도록 허락해 준 사파이스코-포돈스코예(Сарайско-Подонское)교구도 있었다. 금장한국의 분열 후에 금장한국(킵차크한(칸)국)의 영역에 남겨진 카자크인들은 자신들의 군대 조직을 보존할 수 있었고, 그때 이들은 분열된 제국의 일부분이었던 노가이 칸국(Ногайская орда)과 크림 칸국(Крымское ханство)으로부터 독립하였으며, 모스크바 공국으로부터도 자유로웠다. 그리고 1380년 카자크들은 드미트리 돈스코이에게 "돈 강의 성모(Донской Богоматери)"라는 이콘을 바치고 쿨리코보 전투에서 마마이에 대항하여 싸웠다고 전해진다.

## 예술 속 카자크

### 소설
- 니콜라이 고골, 타라스 불바 (1835, 1842)
- 미하일 숄로호프, 조용한 돈강 (1928–1932, 1940)

## 영화
- 영화 잃어버린 편지 (Пропала грамота)
- 영화 시치로 가는 길 (Дорога на Січ)
- 영화 불과 검 (Вогнем і мечем)
- 영화 헤트만 (Гетьман)

## 같이 보기
- 크림 칸국